# Pericoma pallida
Pericoma pallida és una espècie d'insecte dípter pertanyent a la família dels psicòdids que es troba a Europa: l'Estat espanyol, Txèquia i Eslovàquia.